# Quintela de Leirado (kommunhuvudort)
Quintela de Leirado är en kommunhuvudort i Spanien.   Den ligger i provinsen Provincia de Ourense och regionen Galicien, i den nordvästra delen av landet, 400 km nordväst om huvudstaden Madrid. Quintela de Leirado ligger 376 meter över havet och antalet invånare är 812.
Terrängen runt Quintela de Leirado är lite bergig. Runt Quintela de Leirado är det glesbefolkat, med 16 invånare per kvadratkilometer. Närmaste större samhälle är Celanova, 12,1 km öster om Quintela de Leirado. I omgivningarna runt Quintela de Leirado växer i huvudsak blandskog.